# Paul Sydenham
Paul Sydenham (* 17. Oktober 1955 in Birmingham) ist ein ehemaliger britischer Radrennfahrer und nationaler Meister im Radsport.

## Sportliche Laufbahn
Sydenham war Bahnradsportler. 1979 gewann er seinen ersten nationalen Titel im Bahnradsport. Er siegte im Tandemrennen mit Steve Cronshaw als Partner. 1980 verteidigte er den Titel mit Terrence Tinsley. 1981 und 1982 gewannen beide erneut die Meisterschaft. 1983 war Sydenham mit Paul Swinnerton auf dem Tandem erfolgreich.
1979 gewann er die White Hope Sprint Trophy, das wichtigste Sprintturnier für die britischen Nachwuchsfahrer. Im Grand Prix of London und im Grand Prix of Nottingham wurde er jeweils Zweiter. 1982 wurde er mit Terrence Tinsley als Partner Vierter im Tandemrennen der Bahnradsport-Weltmeisterschaften.